# 6. Infanterie-Brigade (Deutsches Kaiserreich)
Die 6. Infanterie-Brigade war ein Großverband der Preußischen Armee.

## Geschichte
Die 6. Infanterie-Brigade wurde am 29. April 1852 in Stettin aufgestellt, wo sie bis Kriegsende 1918 ihren Standort hatte. Sie war Teil der 3. Division (Standort ab 1852 Bromberg, vorher Stargard), die dem II. Armee-Korps in Stettin (ab 1870, vorher Berlin) zugeordnet war. 1868 wurden die Landwehr-Bezirke neu geordnet und im Zuge dieser Maßnahme der Brigade die Landwehr-Einheiten 3. Pommersches Landwehr-Regiment Nr. 14 mit Landwehr-Bataillon Gnesen und Landwehr-Bataillon Schneidemühl, 7. Pommersches Landwehr-Regiment Nr. 54 mit Landwehr-Bataillon Inowraclaw und Landwehr-Bataillon Bromberg und Reserve-Landwehr-Bataillon (Stettin) Nr. 34 zugeteilt.

### Gliederung
- 1852 bis 1859

2. Infanterie-Regiment (Colberg), 9. Landwehr-Regiment
- 1860 bis 1864

Colbergsches Grenadier-Regiment „Graf Gneisenau“ (2. Pommersches) Nr. 9, 6. Pommersches Infanterie-Regiment Nr. 49, 2. Pommersches Landwehr-Regiment Nr. 9
- 1865 bis 1867

Infanterie-Regiment „Graf Schwerin“ (3. Pommersches) Nr. 14
, 7. Pommersches Infanterie-Regiment Nr. 54, 2. Pommersches Landwehr-Regiment Nr. 9
- 1868 bis 1881

3. Pommersches Infanterie-Regiment Nr. 14, 7. Pommersches Infanterie-Regiment Nr. 54, 3. Pommersches Landwehr-Regiment Nr. 14, 7. Pommersches Landwehr-Regiment Nr. 54, Reserve-Landwehr-Bataillon Stettin Nr. 34
- 1882 bis 1884

Wie vor, ohne Landwehr-Regiment Nr. 54
- 1885 bis 1886

3. Pommersches Infanterie-Regiment Nr. 14, 7. Pommersches Infanterie-Regiment Nr. 54, 2. Pommersches Landwehr-Regiment Nr. 9, 6. Pommersches Landwehr-Regiment Nr. 49
- 1887 bis 1888

Colbergsches Grenadier-Regiment „Graf Gneisenau“ (2. Pommersches) Nr. 9
7. Pommersches Infanterie-Regiment Nr. 54, 2. Pommersches Landwehr-Regiment Nr. 9
- 1889 bis 1907

Colbergsches Grenadier-Regiment Graf Gneisenau (2. Pommersches) Nr. 9, Infanterie-Regiment von der Goltz (7. Pommersches) Nr. 54
- 1908 bis 1914

Füsilier-Regiment Königin Viktoria von Schweden (1. Pommersches) Nr.34, Infanterie-Regiment Prinz Moritz von Anhalt-Dessau (5. Pommersches) Nr. 42
- Kriegsgliederung bei Mobilmachung 1914

Füsilier-Regiment Königin Viktoria von Schweden (1. Pommersches) Nr. 34, Infanterie-Regiment Prinz Moritz von Anhalt-Dessau (5. Pommersches) Nr. 42, Grenadier-zu-Pferd-Regiment Freiherr von Derfflinger (Neumärkisches) Nr. 3
Während des Krieges wurden der Brigade das Infanterie-Regiment Nr. 426 (17. Juni bis 27. August 1917), das Infanterie-Regiment Nr. 425 (11. Dezember 1917 Kriegsende) und das Infanterie-Regiment Nr. 381 (7. September 1918 bis Kriegsende) zugeteilt.

### Deutsch-Dänischer Krieg 1864
Im Deutsch-Dänischen Krieg im Jahre 1864 war die Brigade im Verband der 3. Division an den Kämpfen beteiligt.

### Deutscher Krieg 1866
Im Krieg Preußens gegen das Kaisertum Österreich nahm die Brigade im Verband der 3. Division an den Kampfhandlungen teil.

### Deutsch-Französischer Krieg 1870/1871
Im Deutsch-Französischen Krieg war die Brigade im Verband der 3. Division eingesetzt.

### Erster Weltkrieg
Mit der Mobilmachung im August 1914 musste die Brigade das Brigade Ersatz Bataillon 6 aufstellen und kam im Verband der 3. Division zunächst bis November 1914 an der Westfront und anschließend bis Anfang Oktober 1918
an der Ostfront zum Einsatz. Von Mitte Oktober 1918 bis zum Kriegsende war sie wieder an der Westfront in schwere Kämpfe verwickelt. Zu den Kampfhandlungen, Gefechten und Schlachten siehe Kampfgeschehen der 3. Division.

### Brigadekommandeure
| Name                                   | Datum                                                   |
| -------------------------------------- | ------------------------------------------------------- |
| Friedrich von Dankbahr                 | 4. Mai 1852 bis 9. Juni 1856                            |
| Alexander von Othegraven               | 10. Juni 1856 bis 27. November 1858                     |
| Hermann Hofer von Lobenstein           | 28. November 1858 bis 8. Januar 1864                    |
| Karl Emil von Clisczinski              | 9. Januar 1864 bis 12. August 1864                      |
| Karl Friedrich Wilhelm von Winterfeldt | 13. August 1864 bis 17. Mai 1866                        |
| Ewald Theodor von Scheffer             | 18. Mai 1866 bis 4. März 1867                           |
| Ernst Matthias Andreas von Hartmann    | 5. März 1867 bis 17. Juli 1870                          |
| Ludwig Eberhard von der Decken         | 18. Juli 1870 bis 19. März 1871                         |
| Karl von und zu Gilsa                  | 20. März 1871 bis 20. November 1876                     |
| Emil von Webern                        | 21. November 1876 bis 1. September 1882                 |
| Alexander von Kameke                   | 2. September 1882 bis 2. August 1886                    |
| Leonhard von Koeller                   | 3. August 1886 bis 19. November 1888                    |
| Alfred von Scholten                    | 20. November 1888 bis 15. Mai 1891                      |
| Louis Bene                             | 16. Mai 1891 bis 18. Dezember 1893                      |
| Bodo von Bodenhausen                   | 19. Dezember 1893 bis 15. Juni 1896                     |
| Rudolf von Haberling                   | 16. Juni 1896 bis 14. Juni 1898                         |
| Arthur Brunsich von Brun               | 15. Juni 1898 bis 15. Juni 1901                         |
| Egmont von Versen                      | 16. Juni 1901 bis 14. September 1904                    |
| Bogislav von Bagenski                  | 15. September 1914 bis 14. September 1905               |
| Ernst Wilhelm Schuler von Senden       | 15. September 1905 bis 9. September 1908                |
| Georg von Schlabrendorff               | 10. September 1908 bis 19. März 1911                    |
| Gustav von Dickhuth-Harrach            | 20. März 1911 bis 26. Januar 1914                       |
| Otto Nieland                           | 27. Januar 1914 bis 4. September 1914 (†)               |
| Hans Hugo von Oertzen                  | 12. September 1914 bis 19. November 1916                |
| Friedrich Wilhelm Hermann von Sydow    | 20. November 1916 bis 2. Februar 1917                   |
| Otto Freiherr von Brandenstein         | 4. November 1918 bis Kriegsende                         |
| Paul Meister                           | 18. Januar 1919 bis 6. September 1919 (Demobilisierung) |